# Universidad de Integración Internacional de la Lusofonia Afro-Brasileña
La Universidad de Integración Internacional de la Lusofonia Afro-Brasileña (UNILAB) es una de las tres universidades Federais del estado de Ceará, junto con la Universidad Federal de Ceará (UFC) y la Universidade Federal de Carirí (UFCA).
La Universidad de Integración Internacional de la Lusofonia Afro-Brasileña (UNILAB) es una universidad pública federal ubicada en Redenção, Ceará, Brasil. La ciudad fue elegida porque era la primera ciudad brasileña a abolir la esclavitud. Los principales cursos que se ofrecen son preferentemente los incluidos en el interés mutuo de todos los países de la Comunidad de países de Lengua Portuguesa. Ellos son: Brasil, Angola, Cabo Verde, Guinea-Bisáu, Santo Tomé y Príncipe, Mozambique, Portugal y Timor Oriental. Buscando la integración internacional, 50% de los estudiantes en la Universidad son estudiantes internacionales de esos países.
Actualmente, la UNILAB cuenta con 4 campus: el Campus de la Liberdade en Redenção, el Campus Auroras en Redenção, el Campus de Palmares en Acarape y el Campus de los Malês en São Francisco do Conde.

## Historia

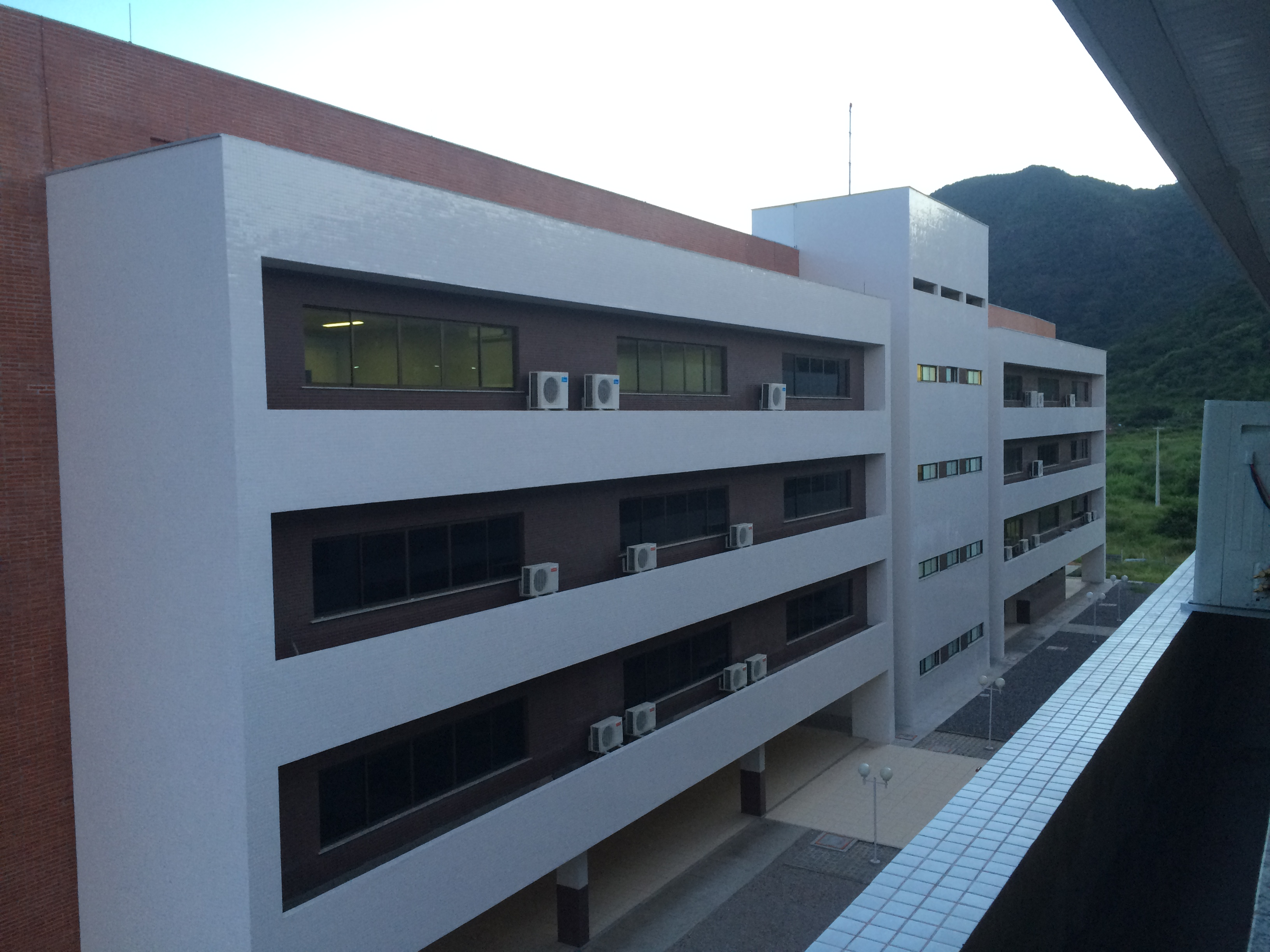
Campus de Palmares

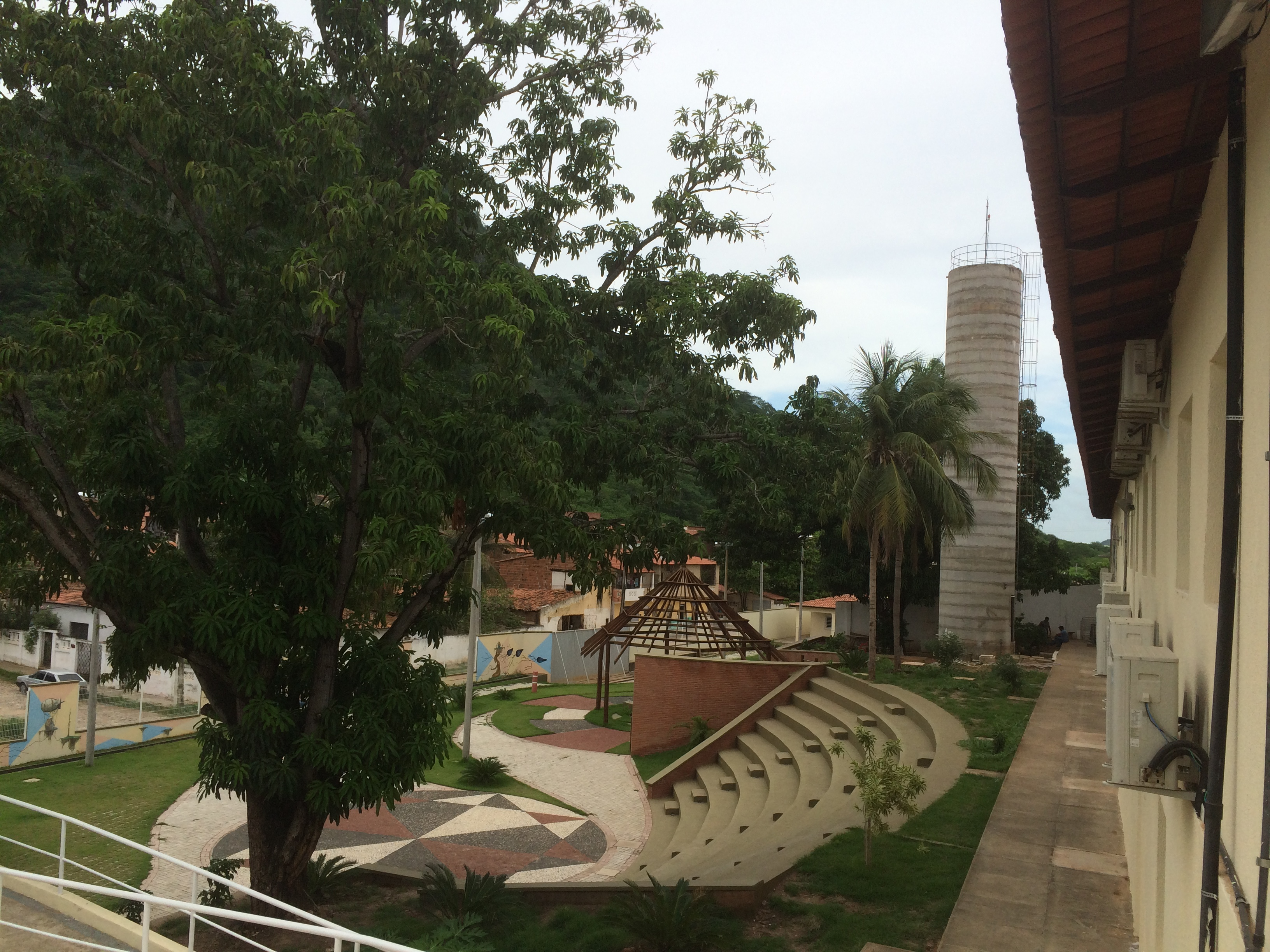
Campus de la Liberdade

El Proyecto de Ley fue enviada al Congreso Nacional de Brasil en 20 de agosto de 2008. La comisión responsable de la creación de la Universidad fue dada por el ministro de Educación , Fernando Haddad. Paulo Speller, que era el canciller de la Universidad Federal de Mato Grosso (UFMT), fue elegido para ser el presidente de esta comisión.
Durante este período, la comisión tuvo muchas reuniones y debates. Muchas asociaciones fueron creados con los políticos y las universidades federales brasileñas. Asimismo, la comisión trabajó en conjunto con universidades internacionales y organizaciones importantes. Analizaron los temas propuestos por la organización responsable del desarrollo de la educación superior en el mundo.
La comisión Educativa y Cultural en la Cámara de Diputados de Brasil aprobó el Proyecto de Ley 3891/08 de 13 de marzo de 2009 que tenía la creación oficial de la Universidad de Integración Internacional de la Lusofonia afro-brasileña. El objetivo principal es la formación de recursos humanos para desarrollar la integración entre Brasil y los demás países con el portugués como idioma oficial.

## Estructura
- El Campus de la Liberdade en Redenção.
- El Campus Auroras en Redenção.
- El Campus de Palmares en Acarape.
- El Campus de los Malês en São Francisco do Conde.

## Cursos de Pregrado
- Administración pública
- Agronomía
- Antropología
- Humanidades
- Ciencia biológica
- Ciencias Naturales y Matemáticas
- Enfermería
- Ingeniería de la Energía
- Física
- Historia
- Portugués
- Matemáticas
- Pedagogía
- Química
- Sociología

## Posgraduación
- Historia y Cultura Afro-brasileña
- Administración pública
- Gestión Pública Municipal
- Gestión Pública Sanitária
- MÁSTERS

## Rectores
| Name                        | Institute                        | Election    |
| --------------------------- | -------------------------------- | ----------- |
| Paulo Speller               | Humanidades                      | Pro Tempore |
| Nilma Lino Gomes            | Humanidades                      | Pro Tempore |
| Tomaz Aroldo da Mota Santos | Ciencias Naturales y Matemáticas | Pro Tempore |